# Sjevtjenkove
Sjevtjenkove (ukrainska: Шевче́нкове, uttal: [ˈʃɛu̯tʃenkowe]
 ( lyssna)) är en by i Izmajil rajon i Odesa oblast i Ukraina. Den tillhör Kiliia urban hromada, en av hromadan i Ukraina. Det ligger 63 km från rajons centrum och 28 km från Dzinilors järnvägsstation. Territoriet har en platt topografi. Ett stort kluster av vattendrag i Donau- och norra Svartahavsbassängerna är koncentrerat inom en radie av 30 km. Enligt folkräkningen 2001 bodde 5 625 invånare i byn, territoriet är 6,37 km² (jordbruksmark — 98,68 km²), och med båda indikatorerna är det den största byn i distriktet.
Byn grundades 1790 som en Karamahmet-sloboda i det osmanska riket. Omdöpt till byn Sjevtjenkove i 14 november 1945 för att hedra poeten-kobzar Taras Sjevtjenko. Från och med den 17 juli 2020, som en del av den administrativa reformen i Ukraina, blev Sjevtjenkove en del av Izmajil rajon efter avskaffandet av Kilija rajon(en).

## Bildgalleri

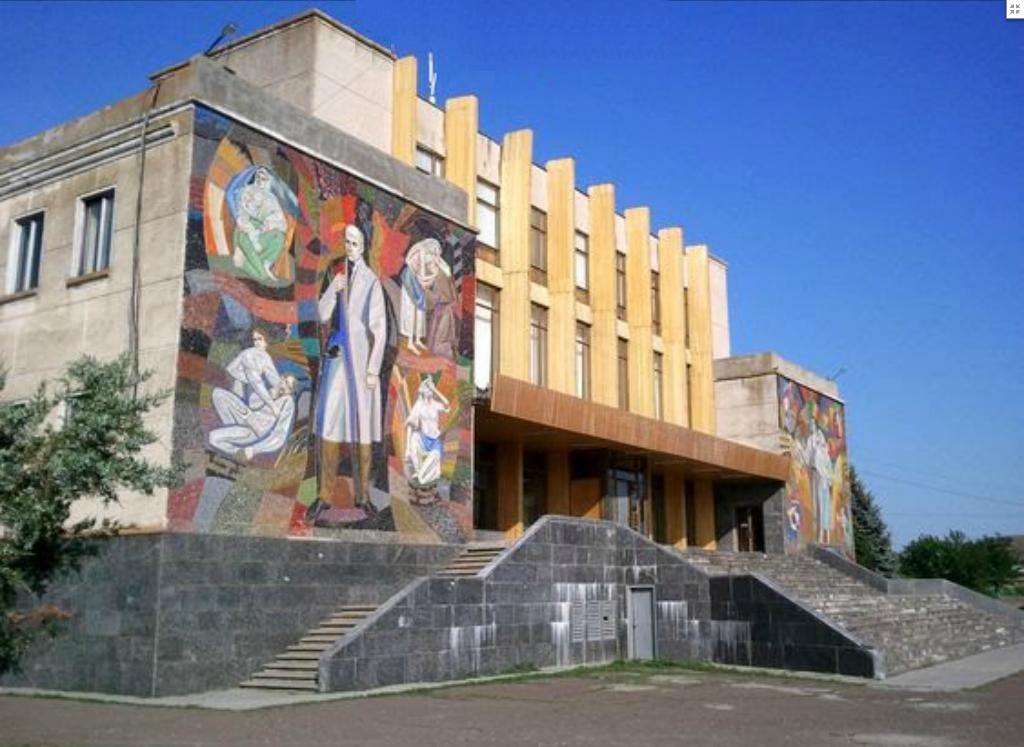
Kulturhus.
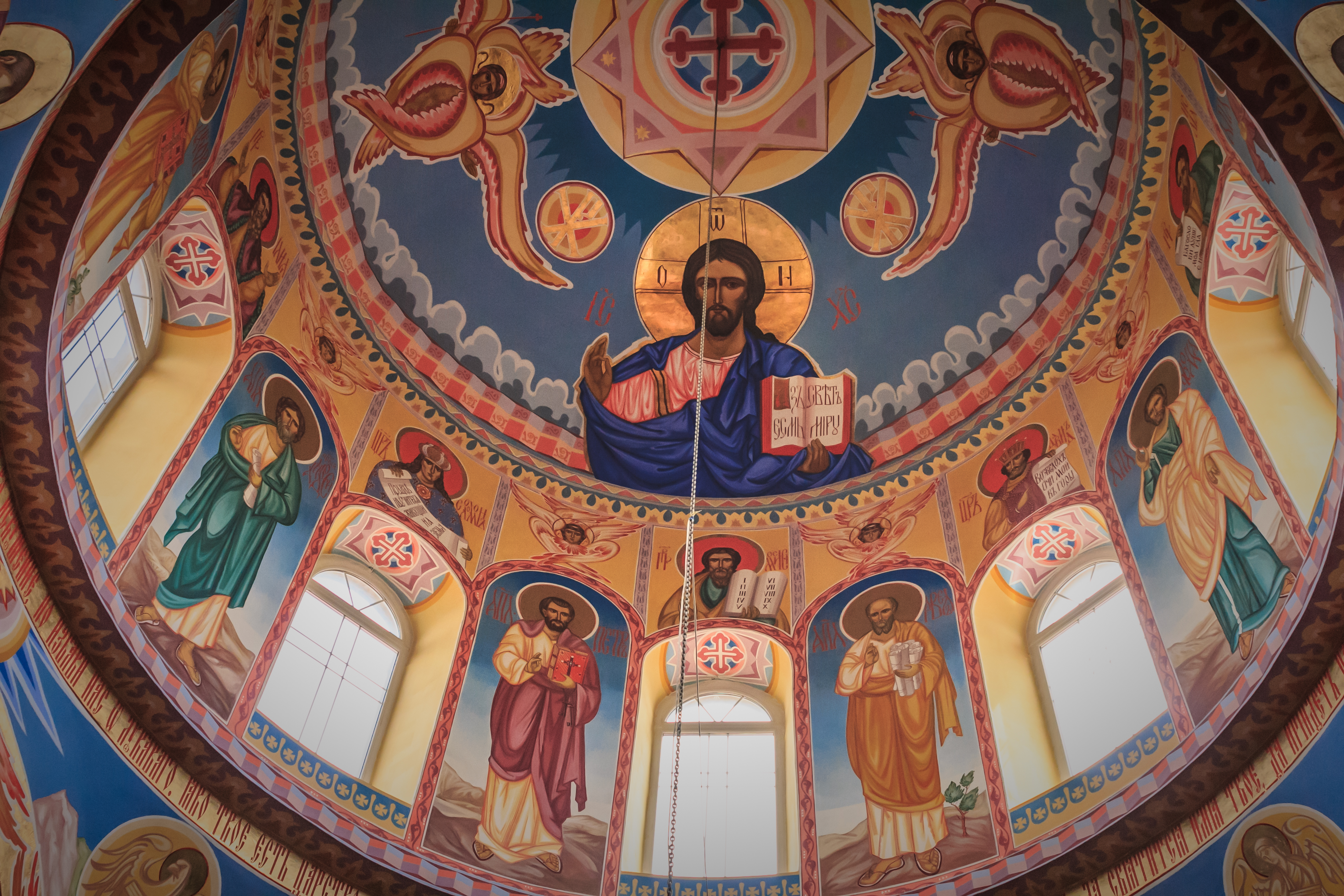
Kupolen av kyrkan St. Johannes (sedan 2023 — Ortodoxa kyrkan i Ukraina).
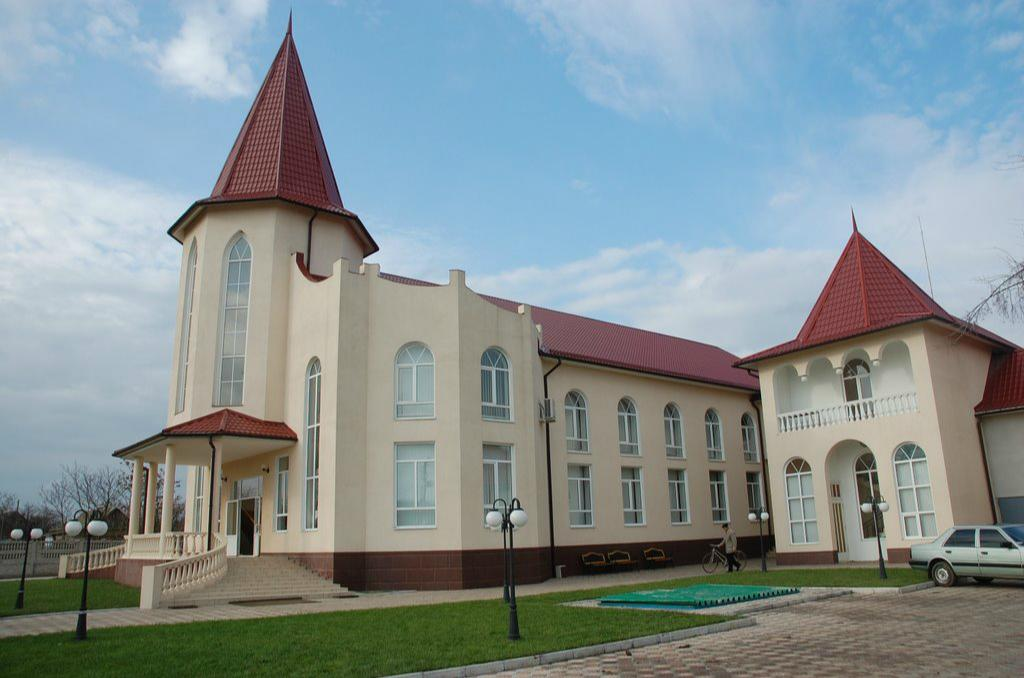
Byggnad av Baptistkyrkan, även kallad Evangeliets hus.

## Historia
1776, bredvid den ottomanska arméns general Kara Mahmets (osmansk turkiska: Kara Mehmet) gods, på stranden av Techia-strömmen, dök den första ukrainska bosättningen(fr) upp, grundad av kosackfamiljer från Zaporogiska Sitj. 23 april 1790 förvandlades bosättningen till sloboda. År 1812, efter Bukarestfördraget, blev det en del av den Bessarabiska oblast i det Kejsardömet Ryssland. År 1856, enligt resultaten av Parisfördraget, blev bosättningen en del av stater under suzeränitet det Osmanska riket: Furstendömet Moldavien (1856–1859), Förenade Furstendömet Moldavien och Valakien(en) (1859–1862), Rumänska Förenade Furstendömet(en) (1862–1866), Furstendömet Rumänien(en) (1866–1878). Sloboda blev en by och arbetsskyldighet och skatter infördes för invånarna. År 1878, enligt Berlinfördraget, återvände byn till Guvernementet Bessarabien i det Kejsardömet Ryssland, och Furstendömet Rumänien fick sin självständighet. 1917, efter det Kejsardömet Ryssland upplösning, blev byn en del av den självutnämnda Moldavien demokratiska republiken(en), som bildades i det tidigare Guvernementet Bessarabien. 1918 införde kungariket Rumänien rumänska trupper i Guvernementet Bessarabien(en) (inklusive byn) och beslutet togs att ansluta Bessarabien till kungariket Rumänien(en). År 1940, enligt Molotov–Ribbentrop-pakten, annekterade Sovjetunionen Bessarabien(en), och byn tillhörde den Ukrainska SSR. 1941, efter fascisternas start av Operation Barbarossa, är byn under ockupation av kungariket Rumänien(en). 1944, under den andra Jassy-Kishinev-offensiven(en), befriade den sovjetiska armén byn från fascisterna, och 14 november 1945 döptes den om till Sjevtjenkove. 1991, efter Sovjetunionens upplösning, blev byn en del av Ukraina.

## Demografi
Befolkningens fördelning efter modersmål:
|  | Ukrainska (96,85 %) |

|  | Ryska (1,51 %) |

|  | Rumänska (0,73 %) |

|  | Bulgariska (0,39 %) |

|  | Romani (0,25 %) |

|  | Andra (0,27 %) |

|  | Övrigt (0 %) |

Enligt folkräkningen 2001 var majoriteten av Sjevtjenkove befolkning ukrainsktalande (96,85%).